# 1. HMNL 2005./06.
1.HMNL 2005./06. je bila petnaesta sezona najvišeg ranga hrvatskog malonogometnog prvenstva. Sudjelovalo je 12 momčadi, a prvak je postao Brodosplit Inženjering iz Splita.

## Sustav natjecanja
Prvenstvo je odigrano u dva dijela: ligaškom i doigravanju. 

U ligaškom dijelu je sudjelovalo 11 momčadi koje su odigrale dvokružnim sustavom (22 kola, 20 utakmica po klubu). Po završetku lige osam najbolje plasiranih momčadi se plasiralo u doigravanje koje se igralo na ispadanje (četvrtzavršnica, poluzavršnica, završnica). Kriterij za prolazak pojedine faze doigravanja je bilo da pobjednička momčad prva ostvari četiri boda.

## Ljestvica prvenstva i rezultati doigravanja

### Ljestvica
| poz. | klub                         | ut.                              | poz.                             | rem.                             | por.                             | po.g                             | pr.g                             | gr                               | bod                              | 2. dio sezone                    |
| ---- | ---------------------------- | -------------------------------- | -------------------------------- | -------------------------------- | -------------------------------- | -------------------------------- | -------------------------------- | -------------------------------- | -------------------------------- | -------------------------------- |
| 1.   | Gospić                       | 20                               | 14                               | 3                                | 3                                | 105                              | 45                               | 60                               | 45                               | doigravanje                      |
| 2.   | Uspinjača Zagreb             | 20                               | 14                               | 0                                | 6                                | 92                               | 59                               | 33                               | 42                               | doigravanje                      |
| 3.   | Brodosplit Inženjering Split | 20                               | 12                               | 6                                | 2                                | 95                               | 48                               | 47                               | 41 (-1)                          | doigravanje                      |
| 4.   | Mejaši Innecto Split         | 20                               | 11                               | 4                                | 5                                | 67                               | 64                               | 3                                | 37                               | doigravanje                      |
| 5.   | Orkan Profectus Zagreb       | 20                               | 10                               | 4                                | 6                                | 65                               | 46                               | 19                               | 34                               | doigravanje                      |
| 6.   | Kijevo Jako Sport            | 20                               | 10                               | 4                                | 6                                | 83                               | 69                               | 14                               | 34                               | doigravanje                      |
| 7.   | Torcida Chigra EN Split      | 20                               | 6                                | 8                                | 6                                | 67                               | 67                               | 0                                | 26                               | doigravanje                      |
| 8.   | Sokoli Samobor               | 20                               | 5                                | 1                                | 14                               | 57                               | 87                               | -30                              | 16                               | doigravanje                      |
| 9.   | GOŠK Dubrovnik               | 20                               | 4                                | 3                                | 13                               | 61                               | 101                              | -40                              | 15                               |                                  |
| 10.  | Croatia Perković             | 20                               | 5                                | 0                                | 15                               | 62                               | 97                               | -35                              | 12 (-3)                          | razigravanje za ostanak          |
| 11.  | Petrinjčica Petrinja         | 20                               | 1                                | 3                                | 16                               | 52                               | 123                              | -71                              | 6                                | razigravanje za ostanak          |
|      | Petar Zagreb                 | odustali prije početka prvenstva | odustali prije početka prvenstva | odustali prije početka prvenstva | odustali prije početka prvenstva | odustali prije početka prvenstva | odustali prije početka prvenstva | odustali prije početka prvenstva | odustali prije početka prvenstva | odustali prije početka prvenstva |

### Doigravanje
| faza doigravanja             | 1. klub                      | 2. klub                      | 1. ut | 2. ut | 3. ut |
| ---------------------------- | ---------------------------- | ---------------------------- | ----- | ----- | ----- |
| četvrtzavršnica              | Sokoli Samobor               | Gospić                       | 0:4*  | 4:15  |       |
| četvrtzavršnica              | Torcida Chigra EN Split      | Uspinjača Zagreeb            | 4:3*  | 3:3   |       |
| četvrtzavršnica              | Kijevo Jako Sport            | Brodosplit Inženjering Split | 3:5*  | 1:5   |       |
| četvrtzavršnica              | Orkan Profectus Zagreb       | Mejaši Innecto Split         | 3:3*  | 2:7   |       |
| poluzavršnica                | Mejaši Innecto Split         | Gospić                       | 4:5*  | 1:4   |       |
| poluzavršnica                | Torcida Chigra EN Split      | Brodosplit Inženjering Split | 3:6*  | 0:4   |       |
| za 3. mjesto                 | Torcida Chigra EN Split      | Mejaši Innecto Split         | 5:6*  | 4:6   |       |
| završnica                    | Brodosplit Inženjering Split | Gospić                       | 3:1*  | 5:6   | 3:2   |
|                              |                              |                              |       |       |       |
| * domaća utakmica za 1. klub |                              |                              |       |       |       |

### Razigravanje za ostanak
| Petrinjčica |  | Croatia | 5:4*, 5:8, 1:3 |

## Poveznice
- Druga hrvatska malonogometna liga 2005./06.
- Hrvatski malonogometni kup 2005./06.